# Pereyaslav (A512)
le Pereyaslav (ukrainien : «Перея́слав») est un petit navire collecteur de renseignements de la marine ukrainienne qui a été construit à l'origine sous le nom de G-13 en Union soviétique pour le Russian Hydrographic Service (en) de la marine soviétique. C'est un navire du Project 1824B (type «Угломєр», ou classe Muna dans la classification de l'Otan). Après la dissolution de l'URSS il a été transféré à l'Ukraine en prenant le nom de la localité de Pereiaslav dans l'oblast de Kiev.

## Conception
Projest 1824B était un projet de navire à usage spécial pour transporter des véhicules sous-marins sur la base d'un navire de transport d'armement léger. En 1977, afin de cacher le véritable objectif de ces navires, le projet a été classé comme petit bâtiment hydrographique.
Les navires de cette gamme ont été construits dans les usines des chantiers navals "Vympel" (Rybinsk dans l'oblast de Iaroslavl , RSFSR ) et "Baltics" (Klaipėda, république socialiste soviétique de Lituanie). Entre 1976-1989, quatre navires ont été construits pour ce projet, Anemometer (1976), Gyro (1978), GS-13 (1986) et Uhlomyer (1989).
Bien que les navires du projet 1824B soient classés comme petits navires de reconnaissance, ils n'ont pas à bord de moyens de renseignement radio et électronique. Les armes spéciales qui s'y trouvent comprennent des moyens de libération et de réception cachées de plongeurs du renseignement et la livraison de véhicules sous-marins.

## Historique
- URSS : Ce petit navire hydrographique a été construit sur le quai de l'usine du chantier naval "Baltic" dans la ville de Klaipeda en Lituanie le 5 novembre 1985. Le navire, connu par la marine soviétique sous le nom de GS-13, a été officiellement lancé le 30 novembre 1986. Le premier équipage était formé du personnel des forces spéciales (15 soldats). La structure de commandement était formée d'officiers de navire de reconnaissance basé à Baltiïsk.

Le 30 mai 1987, le navire s'est dirigé vers Leningrad pour patrouiller par voies navigables intérieures vers la mer Noire, escorté par un remorqueur. En octobre, le navire s'est transporté au port militaire de la ville d'Ochakiv, où il a été intégré à des fins spéciales à la flotte de la mer Noire. En 1991 il fut basé à Myrnyi en Crimée
- Ukraine : Lors de la partition de la flotte de la mer Noire de l'URSS, le 28 novembre 1995, le navire a été transféré à l'effectif des forces navales d'Ukraine et est retourné sur le lieu de son déploiement préliminaire dans le port militaire d'Ochakiv. Le 1er décembre 1995, le drapeau naval ukrainien a été hissé. En 1997, le navire a été nommé Pereyaslav et a reçu le numéro de coque U512. Depuis mi-2018, il porte le n° A512 en conformité de la norme OTAN.

Le 19 juin 2012, le navire a été mis en réparation dans son chantier naval d'origine. En 2018 il est affecté à la 29e division de navires de surface. En août 2019, le Pereyaslav lors de son voyage en Géorgie pour participer à l'exercice Agile Spirit 2019  en eaux neutres, l'équipage a reçu un avertissement par radio d'un navire de la marine russe. Les Russes ont averti que les Ukrainiens devaient se détourner car la zone aurait été bloquée. Les coordinateurs internationaux n'ayant pas confirmé ce fait, le capitaine du Pereyaslav a décidé de maintenir le navire le long de sa route d'origine. Peu après le Kasimov, une grande corvette anti-sous-marine russe (Project 1124M/Classe Grisha IV, a été repéré près du navire ukrainien. Le comportement agressif de la corvette russe n'a cessé que lorsqu'un avion de reconnaissance turc est arrivé près du Pereyaslav. 
Le 22 novembre 2019, le navire a remorqué le bateau Nikopol (P176) jusqu'au port d'Ochakiv, qui a été endommagé et saisi par la fédération de Russie près du détroit de Kertch en novembre 2018 .
Durant l'invasion de l'Ukraine par la Russie, il est reporté qu'il a subi une fusillade de la part des forces spéciales russes 
 apparemment dans l'embouchure du Dniepr.